# War Heroes
War Heroes šesti je studijski album američkog glazbenika Jimia Hendrixa, postumno objavljen 1. listopada 1972. godine od izdavačke kuće Polydor.

## O albumu
War Heroes treći je studijski album objavljen nakon Hendrixove smrti. Produkciju su radili Eddie Kramer, John Jansen i Jimi Hendrix koji na mnogim pjesmama nije potpisan kao producent.
Album sadrži tri pjesme,"Stepping Stone", "Izabella" i "Beginnings" (na albumu War Heroes nazvana "Beginning"), koje su se kasnije našle na studijskoj kompilaciji First Rays of the New Rising Sun, a prije nisu bile objavljene na albumima The Cry of Love i Rainbow Bridge.
Jimi Hendrix je iza sebe ostavio više neobjavljenog materijala nego bilo koji drugi rock glazbenik. Neke pjesme poput "Angel", "Izabella", "Drifting" i druge, ocijenjene su kao rock klasici svih vremena.

## Popis pjesama
Sve pjesme napisao je Jimi Hendrix, osmi gdje je to drugačije naznačeno.
| Br. | Skladba                               | Autor                      | Trajanje |
| --- | ------------------------------------- | -------------------------- | -------- |
| 1.  | »Bleeding Heart«                      |                            | 3:18     |
| 2.  | »Highway Chile« (Re-processed Stereo) |                            | 3:34     |
| 3.  | »Tax Free«                            | Bo Hansson, Janne Karlsson | 4:58     |
| 4.  | »Peter Gunn Catastrophe«              | Henry Mancini, Hendrix     | 2:20     |
| 5.  | »Stepping Stone«                      |                            | 4:11     |

| 1. | »Midnight«       |                | 5:35 |
| 2. | »3 Little Bears« |                | 4:16 |
| 3. | »Beginning«      | Mitch Mitchell | 4:13 |
| 4. | »Izabella«       |                | 2:51 |

## Izvođači
- Jimi Hendrix – električna gitara, prvi vokal, bas-gitara u skladbi A1, prateći vokal u skladbi "Izabella"
- Mitch Mitchell – bubnjevi
- Billy Cox – bas-gitara
- Noel Redding – bas-gitara u skladbama "Highway Chile", "Tax Free" i "Midnight"

## Detalji o snimljenom materijalu
- Skladba A1 snimljena je u Record Plant studiju u New York City, New York, SAD, 24. ožujka 1970.
- Skladba A2 snimljena je u Olympic studiju u Londonu, Engleska, 3. travnja 1967.
- Skladba A3 snimljena je u Record Plant studiju, 1. svibnja 1968.
- Skladba A4 snimljena je u Record Plant studiju, 14. svibnja 1970.
- Skladba A5 snimljena je u Record Plant studiju, 14. studenog 1969.
- Skladba B1 snimljena je u Olmstead studiju, 3. travnja 1969.
- Skladba B2 snimljena je u Record Plant studiju, 2. svibnja 1968.
- Skladba B3 snimljena je u Electric Lady studiju u New York City, New York, SAD, 16. lipnja i 1. srpnja 1970.
- Skladba B4 snimljena je u The Hit Factoryu u New York City, New York, SAD, 28 i 29. kolovoza 1969.

## Vanjske poveznice
- Discogs.com - Recenzija albuma